# بنوآ کارانوب
بنوآ کارانوب (به فرانسوی: Benoît Caranobe) ژیمناست زادهٔ ۱۲ ژوئن ۱۹۸۰ میلادی اهل کشور فرانسه است.